# Gonamytta deboisselae
Gonamytta occidentalis — вид прямокрилих комах родини коників (Tettigoniidae). Описаний у 2021 році.

## Поширення
Ендемік Мозамбіку. Ймовірно, поширений лише на схилах ізольованої гори Горонгоза в провінції Софала.